# Petar Krpan
Petar Krpan (ur. 1 lipca 1974 w Osijeku) – chorwacki piłkarz, występujący na pozycji środkowego napastnika.

## Kariera klubowa
Pierwszym klubem Krpana była młodzieżowa Olimpija Osijek, a karierę klubową rozpoczął w sezonie 1995–1996 w zespole NK Osijek, gdzie jego zespół po rundzie play-off zajął 4. miejsce, a sam Krpan w 27 występach zdobył 5 goli. W sezonie 1996–1997 Osijek zajął 8. miejsce, gdzie Krpan w 31 występach strzelił 10 goli, a w sezonie 1997–1998 5. miejsce, do czego przyczynił się Krpan strzelając 2 gole w 6 meczach. Nic więc dziwnego, że ten utalentowany napastnik przedsięwziął decyzję o przenosinach i to nie byle gdzie, bo do wielokrotnego mistrza Portugalii zespołu Sporting CP. Nieoczekiwanie jednak Sporting zawiódł oczekiwania dziennikarzy i fanów i zajął dopiero 4. miejsce w klasyfikacji ligi portugalskiej, a sam Krpan nie zdobył zaufania kibiców i włodarzy klubu, ponieważ w 27 występach wywalczył tylko 3 gole, w dodatku trener Bruno Leite, który bardzo odważnie stawiał na zawodnika, odszedł z klubu. Zawodnik został więc wypożyczony do zespołu Uniao Leiria, który w pierwszym sezonie gry zajął 10. miejsce w lidze, w drugim – ku zaskoczeniu fachowców – 5. miejsce, do którego wydatnie przyczynił się Krpan, który zdobył 7 goli (w ataku występował ze słynnym Derleiem). Jednak Krpan, który mimo wszystko niezbyt dobrze zaaklimatyzował się w Portugalii, na początku sezonu 2001–2002 wrócił do NK Osijek, gdzie do ostatnich chwil walczył o mistrzostwo Chorwacji. Jego drużyna o 2 punkty przegrała z Hajdukiem Split. Krpan w 10 występach strzelił 6 goli i zaliczył jednego hat-tricka zdobytego w 6 minut. Jeszcze w samej końcówce sezonu przeszedł do zespołu NK Zagreb, gdzie przejście Krpana wyraźnie wpłynęło na jakość zespołu bowiem NK Zagrzeb zakończyło sezon na 3. miejscu, a sam Krpan w 11 występach strzelił 4 gole, w tym 2 w meczu ze swoim macierzystym klubem NK Osijek, który to mecz NK Zagrzeb wygrał aż 5:1. Zawodnik występował w Zagrzebiu na początku sezonu 2002–2003, gdzie w 2 meczach strzelił 1 bramkę, lecz w wyniku nieporozumień z włodarzami klubu, związanymi z wygórowanymi żądaniami płacowymi tego gracza, a także niemożnością znalezienia wspólnego języka z trenerem klubu Ivanem Kataliniciem, Krpan przeszedł do Hajduka Split. W sezonie tym w 25 występach dla Hajduka strzelił 8 goli, co pozwoliło zająć Hajdukowi wicemistrzostwo Chorwacji. W sezonie 2003–2004 marzenie Krpana o mistrzostwie się ziściły – do kolejnego wielkiego triumfu jakim był brązowy medal w drużynie na MŚ 1998, Krpan dorzucił mistrzostwo Prva HNL z Hajdukiem, z którym w 30 występach zdobył 12 goli. Krpan opuścił tylko 2 mecze Hajduka, co świadczy o wielkim zaufaniu trenera Zorana Vulicia do niego. Jednak
Krpana korciła także zagraniczna kariera i wrócił do Portugalii, do swojego byłego klubu Uniao Leiria. Nie odniósł tam porównywalnych sukcesów, ale bynajmniej nie może tym razem uznać czasu spędzonego w Portugalii z Leirią za stracony – pomimo że jego klub zajął 15. miejsce, a Krpan strzelił tylko 5 goli, Leiria dotarła do półfinału Pucharu Portugalii. Tak jak i w tamtym przypadku, tak i teraz Krpan wrócił do Chorwacji, gdzie podpisał kontrakt z drużyną NK Rijeka, gdzie w ataku występował ze słynnym Fredi Bobiciem. Pomimo wicemistrzostwa kraju, spędzonego tam sezonu nie zaliczy do udanych – często siedział na ławce – jego rolę z powodzeniem odgrywał Davor Vugrinec. Krpan w 17 meczach strzelił tylko 4 goli i wielu chorwackich komentatorów prorokowało już o końcu tego zawodnika. Jeszcze w końcówce tamtego sezonu Krpan podpisał kontrakt z chińskim zespołem Nanjing Jiangsuom, gdzie wyjazd jak przyznał potem sam zawodnik był kompletnym niewypałem. Nie pograł tam jednak zbyt długo, gdyż ponownie pojawił się w Chinach, gdzie gra w pierwszoligowym zespole Jiangsu Shuntian.

## Kariera reprezentacyjna
Krpan zadebiutował w reprezentacji 6 czerwca 1998 w meczu towarzyskim z Australią rozgrywanym w Zagrzebiu przed MŚ we Francji. Wielkim zaskoczeniem było zwycięstwo Chorwatów aż 7:0, a Krpan w 59 minucie zastąpił samego Roberta Prosineckiego. Nie można się więc dziwić, że pewnym zaskoczeniem było powołanie przez Miroslava Blaževicia zawodnika, który tylko raz i w dodatku przez 31 minut wystąpił w składzie reprezentacji. Następny występ to mecz ćwierćfinałowy MŚ z Rumunią, który Chorwaci wygrali 1:0 i przeszli do dalszych rozgrywek, a Krpan wystąpił na boisku przez 13 minut zastępując Gorana Vlaovicia. Ostatni, 3 jak do tej pory występ Krpana w reprezentacji to mecz rozgrywany 5 września 1998 z Irlandią w Dublinie w ramach kwalifikacji do Euro 2000, który to mecz Chorwaci przegrali 0:2, a Krpan pojawił się na boisku w 63 minucie zastępując Igora Tudora. Największym osiągnięciem Krpana w karierze reprezentacyjnej jest III miejsce na MŚ 1998.

## Osiągnięcia
Klubowe:
- mistrzostwo Chorwacji z Hajdukiem Split w sezonie 2003 – 2004
- wicemistrzostwo Chorwacji z Hajdukiem Split w sezonie 2002 – 2003
- wicemistrzostwo Chorwacji z HNK Rijeka w sezonie 2005 – 2006

Reprezentacyjne:
- III miejsce na Mistrzostwach Świata we Francji w 1998

## Odznaczenia
- Order Chorwackiej Plecionki (1998)[1]